# 紫喉领蜂鸟
紫喉领蜂鸟（学名：Heliangelus viola），是雨燕目蜂鸟科的一种鸟类。
紫喉领蜂鸟体重约5.4克，翼长约63.2毫米，嘴峰长约19.3毫米，喙宽度约1.8毫米，喙厚度约1.5毫米，跗蹠长约6.3毫米，尾长约53.2毫米。紫喉领蜂鸟在其分布区内为留鸟，其栖息在密集的高大树木组成的森林中，食性为草食性，主要食物来源是植物的花蜜。

## 亚种
- ：分布于秘鲁北部的安第斯山脉山区。
- ：分布于厄瓜多尔南部和秘鲁西北部的安第斯山脉地区。
- ：分布于秘鲁北部的安第斯山脉地区。[4]